# Wall Town
Wall Town var en civil parish 1866–1955 när det uppgick i Greenhead, i grevskapet Northumberland i England. Civil parish var belägen 4 km från Haltwhistle och hade 44 invånare år 1951.